# Vad (Cluj)
Vad (ungarisch Révkolostor) ist eine Gemeinde im Kreis Cluj in der Region Siebenbürgen in Rumänien.
Der Ort ist auch unter der ungarischen Bezeichnung Révkápolnok bekannt.

## Geographische Lage

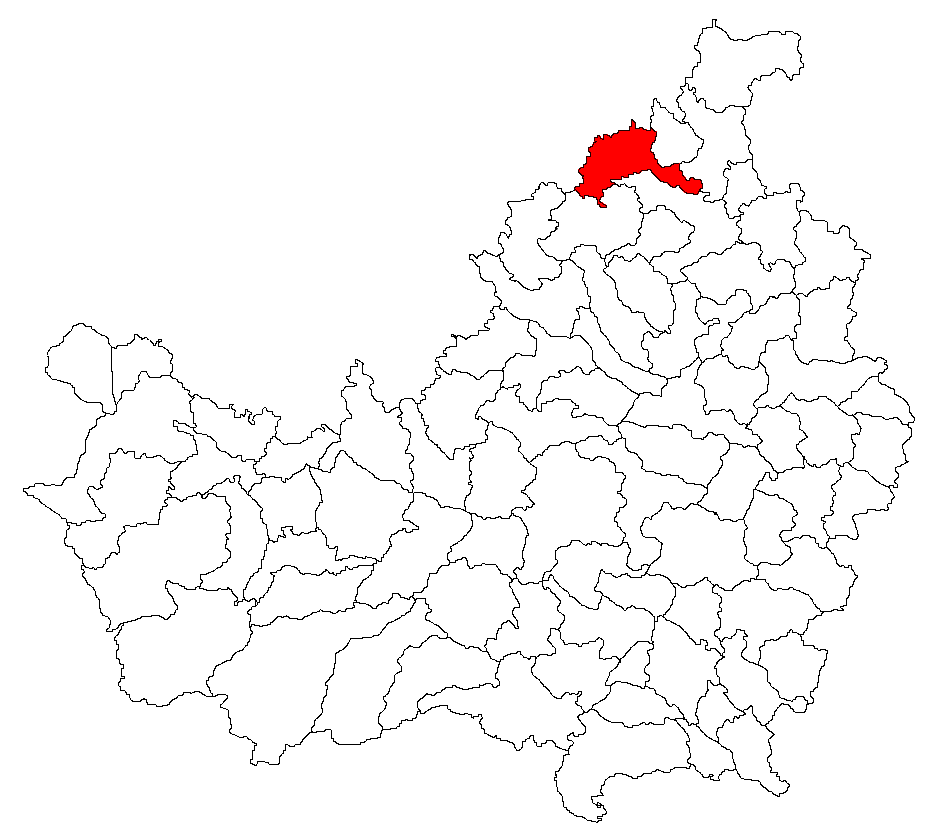
Lage der Gemeinde Vad im Kreis Cluj

Die Gemeinde Vad besteht aus sieben Dörfern und liegt auf einer Fläche von etwa 7400 Hektar im Nordwesten des Siebenbürgischen Beckens. Auf der linken Seite des Flusses Someș im Norden des Kreises Cluj und an der Kreisstraße (Drum județean) DJ 109E (ca. ein km Luftlinie östlich des DN 1C) befindet sich das Gemeindezentrum etwa 15 Kilometer nordwestlich von der Stadt Dej und etwa 70 Kilometer nördlich von der Kreishauptstadt Cluj-Napoca (Klausenburg) entfernt.

## Geschichte
Der Ort Vad wurde erstmals 1467 urkundlich erwähnt. Archäologische Grabungen südlich von Vad auf dem Berg Cetățuia genannt, deuten nach Angaben von M. Roska und I. Marțian auf eine Besiedlung der Region bis in die Jungsteinzeit zurück. Weitere Funde aus der Römerzeit wurden in den Dörfern Bogata de Jos (ungarisch Alsobogáta) und in Cetan (ungarisch Csatány) gemacht.
Im Königreich Ungarn gehörte die heutige Gemeinde dem Stuhlbezirk Dés in der Gespanschaft Szolnok-Doboka, anschließend dem historischen Kreis Someș und ab 1950 dem heutigen Kreis Cluj an.

## Bevölkerung
Die Bevölkerung der Gemeinde entwickelte sich wie folgt:
| 1850 | 3.058 | 2.902 | 52 | – | 104         |
| 1920 | 4.037 | 3.930 | 2  | – | 105         |
| 1956 | 5.389 | 5.365 | 12 | – | 12          |
| 1992 | 2.286 | 2.249 | 2  | – | 35          |
| 2011 | 2.008 | 1.923 | 14 | – | 71 (Roma 6) |
| 2021 | 2.311 | 2.217 | 2  | – | 92 (Roma 5) |

Seit 1850 wurde auf dem Gebiet der heutigen Gemeinde die höchste Einwohnerzahl und gleichzeitig die der Rumänen 1956 ermittelt. Die höchste Bevölkerungszahl der Magyaren (145) wurde 1910, die der Roma (111) 1930 und die der Rumäniendeutsche (36) 1890 registriert.

## Sehenswürdigkeiten
- In Vad die Klosterkirche Adormirea Maicii Domnului,[9] im 15. Jahrhundert von den moldauischen Woiwoden Ștefan cel Mare (Stefan der Große) und dessen Sohn Petru Rareș gestiftet, wurde 1973 bis 1975 erneut renoviert.[4] Die Kirche steht unter Denkmalschutz.[10]
- Im eingemeindeten Dorf Calna (ungarisch Kálna) die Holzkirche Sf. Arhangheli Mihail și Gavriil, 1672 errichtet, steht unter Denkmalschutz.[10] An einem Balken der Kirche ist die Inschrift vleat 1672 Mihai Apafi mit kyrillischen Buchstaben zu sehen.[4]

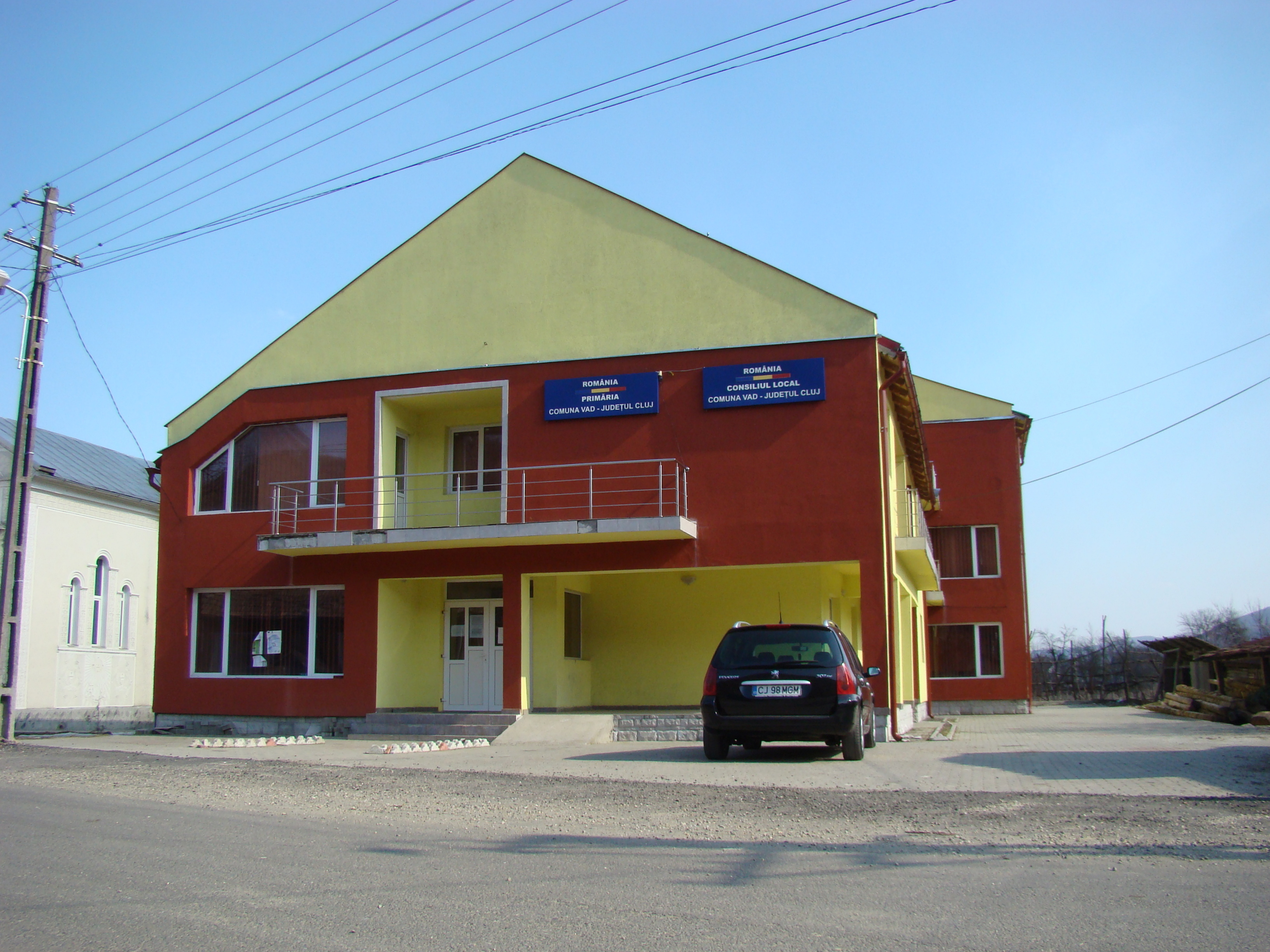
Rathaus in Vad
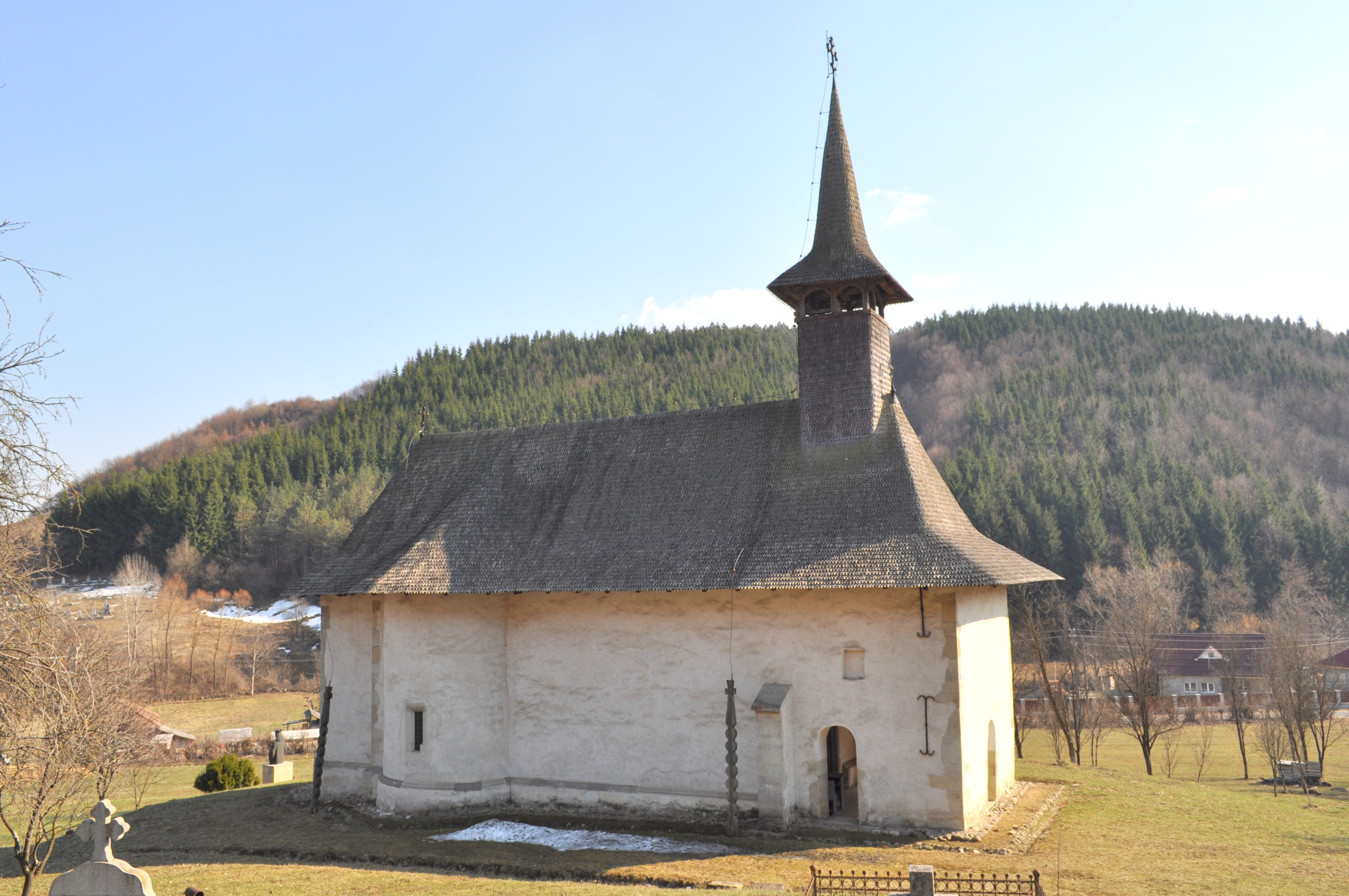
Klosterkirche in Vad.
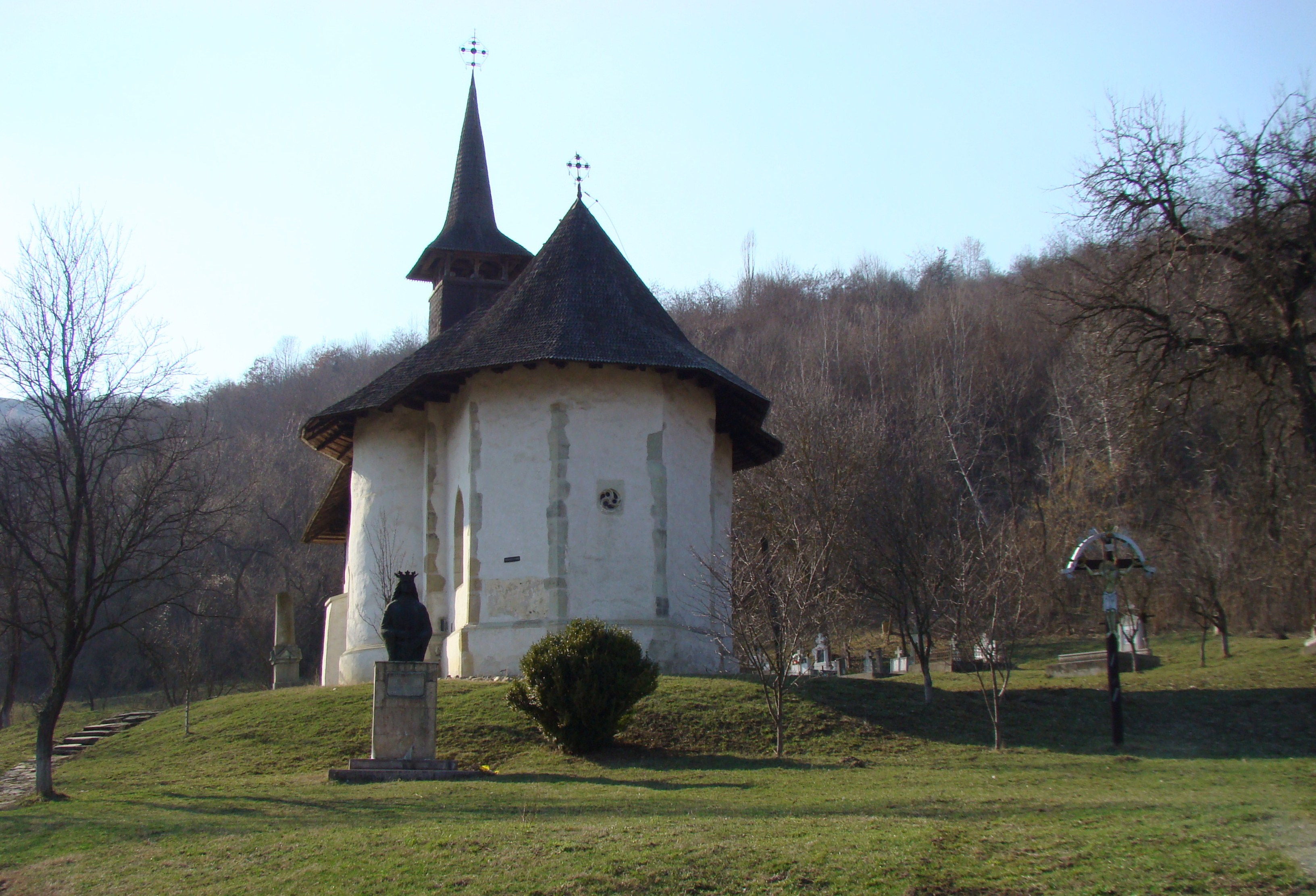
.. davor die Statue Stefan der Große
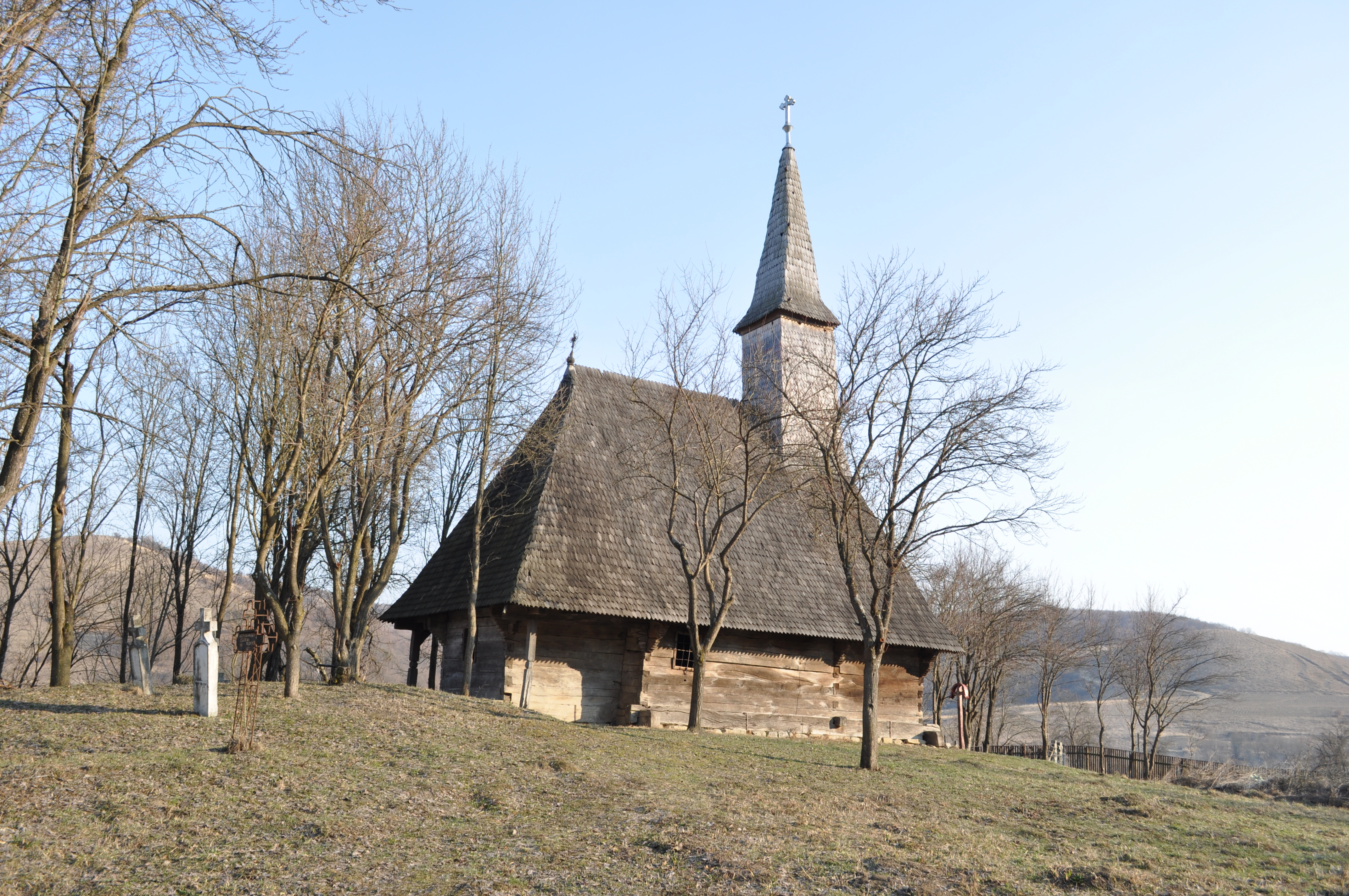
Holzkirche in Calna